# Пронсторф
Пронсторф (нім. Pronstorf) — громада в Німеччині, розташована в землі Шлезвіг-Гольштейн. Входить до складу району Зегеберг. Складова частина об'єднання громад Трафе-Ланд.
Площа — 36,31 км2. Населення становить 1620 ос. (станом на 31 грудня 2020).

## Галерея

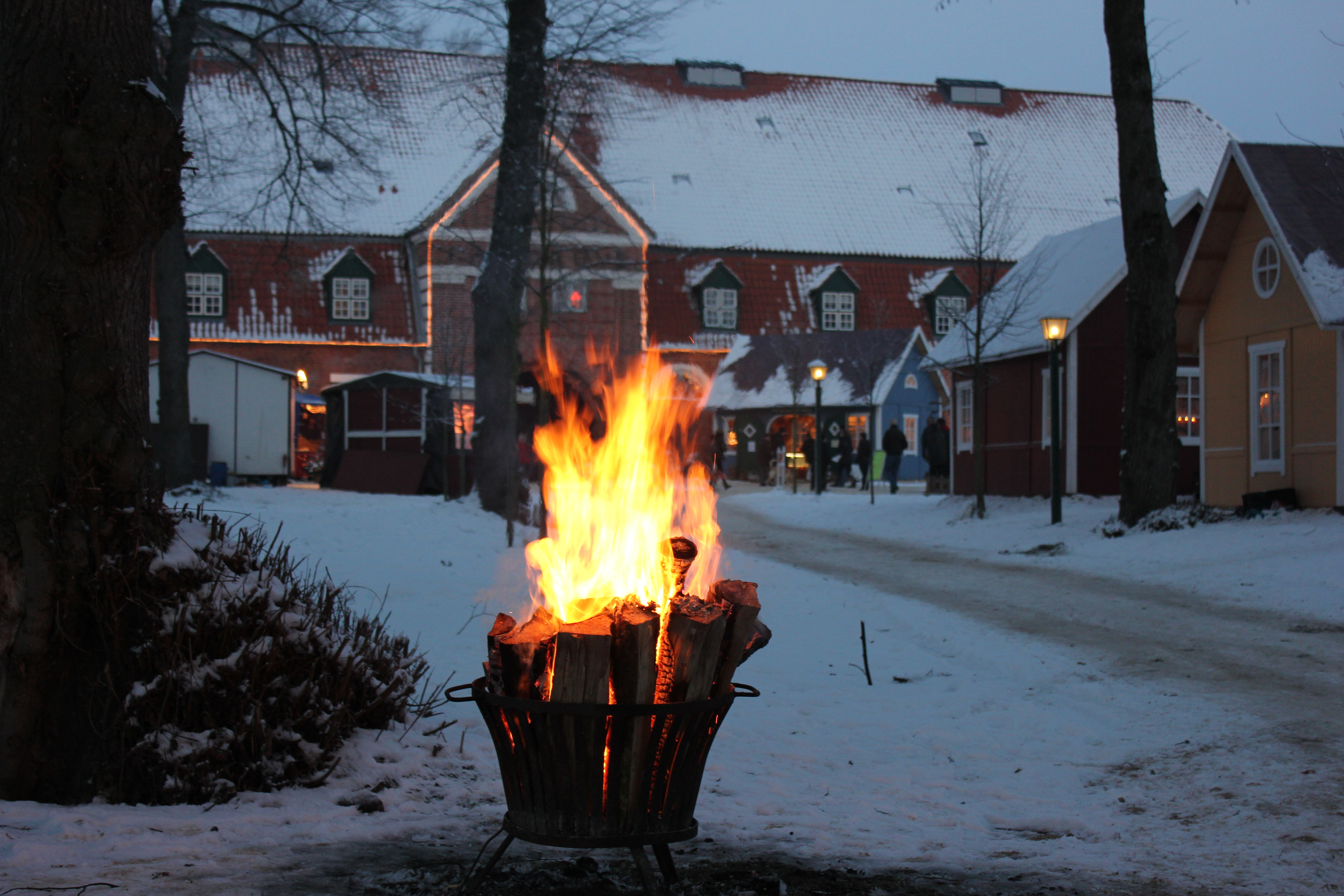
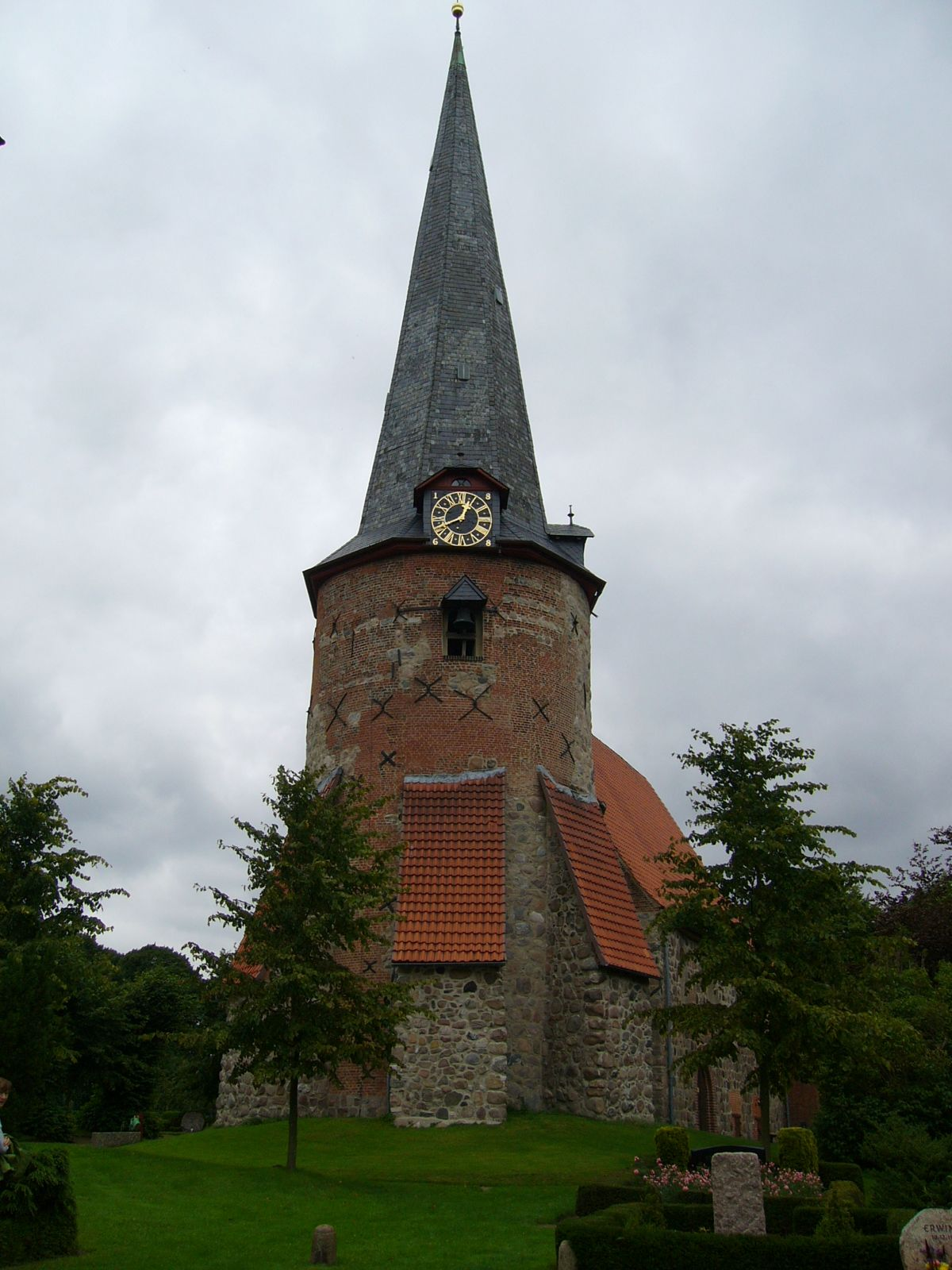
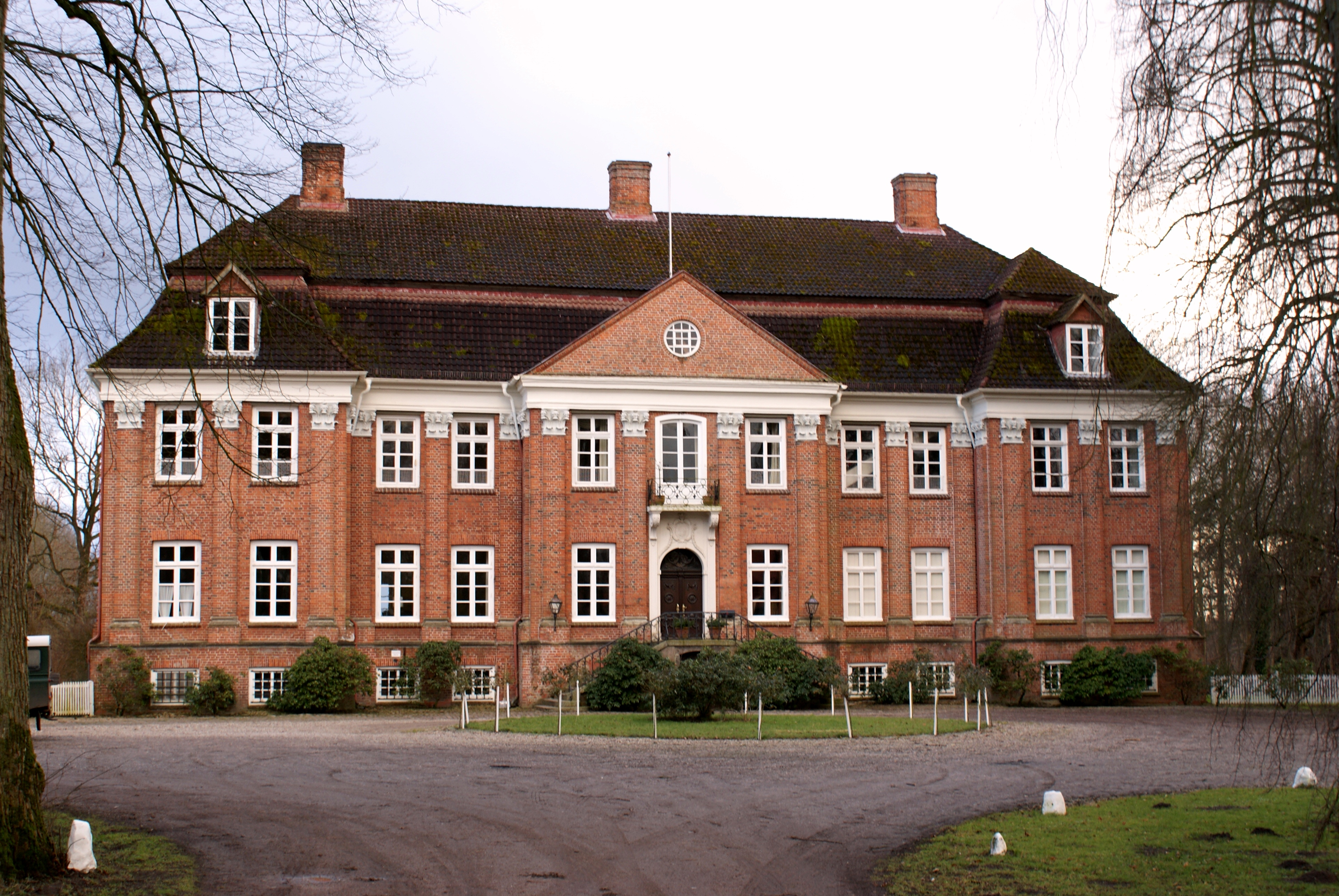